# Estació de Seta
Seta (Sète en francés) és una estació que es troba a la ciutat de Seta, al departament francès de l'Erau.

## Línies
- Línia Bordeus-Seta
- Línia Tarascó-Seta

## Línies amb parada a l'estació
- - París Estació de Lió - Perpinyà
  - Lilla/Brussel·les - Perpinyà
  - Dijon - Perpinyà
  - Dijon/Lió - Tolosa

- Intercity
  - Marsella - Bordeus/Tolosa
  - Estrasburg - Cervera de la Marenda/Portbou
  - Luxemburg - Cervera de la Marenda/Portbou

- - Nimes - Narbona